# 小川栄一 (アナウンサー)
小川 栄一（おがわ えいいち、4月19日 - ）は、ラジオ福島 (rfc) のアナウンサー。

## 来歴
千葉県千葉市出身。少年時代にラジオで聴いていた『三宅裕司のヤングパラダイス』をきっかけに放送業界を意識しはじめる。
立教大学在学時には学内の放送研究会で活動。当時の立教大学放送研究会は3つの部門に分かれていて、小川はスポーツ競技会場でのアナウンスなどに携わる「運動部」に所属していた。
大学を卒業後、1995年4月にラジオ福島に入社。同局のアナウンサーになり、朝のワイド番組と各種スポーツ中継を担当し続けている。

## 担当番組
- 朝採りラジオ 情報パイレーツ[1]
- 福島青春物語[1]
- めざせ甲子園[1]
- あぶくま洞を訪ねよう[1]
- ラジオいっぷく堂[1]
- Morning2 - 木曜・金曜担当[3]
- 昼の希望音楽会 - 木曜担当[3]
- お母さん教室〜ラジオ文庫[4]
- ふくしまTODAY[1]
- 福島競馬実況中継[1]
- その他のスポーツ中継（高校野球中継[2]、ふくしま駅伝中継など） - 実況
- 春夏秋冬 会津芦ノ牧旅めぐり[1]
- 中央競馬レース展望[4]
- 朝から全開! - 月曜・火曜担当（番組終了時）
- レディ・オン - 月曜・火曜担当